# Ivar Bang
Ivar Christian Bang, född den 28 oktober 1869, död den 12 december 1918, var en norsk medicinsk kemist, son till biskopen och ministern Anton Christian Bang.
Efter ämbetsexamen vid Kristiania universitet 1895 blev Bang assistent vid samma universitets fysiologiska institut 1895-1896 samt delvis 1899-1900. Sin kemiska utbildning erhöll han genom studier hos Remigius Fresenius i Wiesbaden, hos Ernst Viktor von Leyden i Berlin samt hos Olof Hammarsten i Uppsala. Efter ett längre vikariat blev han 1904 professor i medicinsk och fysiologisk kemi vid Lunds universitet, där han blev medicine hedersdoktor följande år och verkade fram till sin död. Hans tidiga studier förde cellkärnornas proteiner, nukleoproteiderna, och han lyckades ur bukspottkörteln isolera en förut okänd beståndsdel av dessa proteiner, guanylsyran. 
Bangs viktigaste vetenskapliga insats låg i utarbetande av så kallade mikrometoder för bestämningar av blodets kemiska sammansättning. Han lyckades utarbeta ett flertal dylika analysmetoder för bestämning av blodets sockerhalt, fetthalt, klorhalt med flera, vilka han beskrivit i en i flera upplagor utgiven monografi. Bangs metod fordrade bara några få droppar blod, vilket gjorde att patienterna kunde noggrant följas i blodets förändringar. Bangs metod kom att bana väg för upptäckten av insulinet. Bland hans övriga forskningar kan nämnas studier över restkvävet i blodet samt hans påvisande att arsenikhalten i blodet ökar genom fiskdiet. Han skrev även två större monografier över blodets sockerhalt och blodet lipoider.